# Заїченко Євген Сергійович
Євген Сергійович Заїченко (нар. 29 березня 1997, Вугледар, Донецька область, Україна) — український футболіст, півзахисник.

### Клубна кар'єра

#### «Скала»
Вихованець футбольної академії «Скала» (Стрий). У чемпіонаті України (ДЮФЛ) виступав саме, за стрийську команду — 50 матчів, 8 голів. Перший тренер - Микола Панасюк. У 2016 році підписав контракт із головною командою, проте до цього вже тривалий час виступав за юнацький колектив в Українській Прем'єр-лізі. 
Дебютував за основний склад 13 листопада того ж року в матчі першої ліги проти МФК 
«Миколаїва». Всього за «Скалу» протягом 2016—2018 років (сезони — перша ліга 2016/17 та друга 2017/18) провів більше 30-ти матчів.

#### «Буковина»
У липні 2018 року підписав контракт з чернівецьким футбольним клубом «Буковина». Дебютував за «Буковину» 18 липня в матчі кубка України проти ФК «Калуша» — цей же поєдинок став для Євгена першим в цьому турнірі, а 11-го серпня в матчі проти рівненського «Вереса» відзначився дебютним голом. У листопаді за обопільною згодою сторін припинив співпрацю з чернівецькою командою.

### Цікаві факти
- Включений у збірну 4-го туру Другої ліги 2018/19 за версією Sportarena.com – позиція лівий півзахисник[7].

## Статистика
Станом на 15 листопада 2018 року
| Сезон     | Команда               | Чемпіонат           | Чемпіонат | Чемпіонат | Кубок | Кубок | Кубок |
| Сезон     | Команда               | Змаг.               | Матчі     | Голи      | Змаг. | Матчі | Голи  |
| --------- | --------------------- | ------------------- | --------- | --------- | ----- | ----- | ----- |
| 2014—2015 | «Скала» (Стрий)       | Прем'єр-ліга (U-19) | 22        | 1         | —     | —     | —     |
| 2015—2016 | «Скала» (Стрий)       | Прем'єр-ліга (U-19) | 28        | 2         | —     | —     | —     |
| 2016—2017 | «Скала» (Стрий)       | Перша ліга          | 11        | 0         | —     | —     | —     |
| 2017—2018 | «Скала» (Стрий)       | Друга ліга          | 26        | 1         | —     | —     | —     |
| 2018—2019 | «Буковина» (Чернівці) | Друга ліга          | 14        | 1         | КУ    | 1     | 0     |